# Ρ
Ρ, ρ（ロー、古代ギリシア語: ῥῶ、ギリシア語: ρω / ρο、英: rho）はギリシア文字の17番目の文字。音価は /r/。数価は100。ラテンアルファベットのR、キリル文字のРはこの文字に由来する。

## 起源
フェニキア文字 𐤓 に由来する。ヘブライ語の対応する文字「ר」は「レーシュ」(רֵשׁ rēš)と呼ばれるが、おそらくこの名前はアラム語に由来し、本来は「ローシュ」(rōš)のような名前だったと考えられる（「頭」はヘブライ語でローシュ(ראש roš)、アラム語ではレーシュ（強調形レシャー רישא））。ギリシア語の文字名称「ロー」はこのローシュから最後の子音 š を除いた形に由来する。

## 記号としての用法
- 小文字「ρ」は、
  - 物理学では密度、電気抵抗率を表す。
  - 流体力学に用いられる。
  - 数学では臨時的なものも含めてさまざまな意味に用いられる。曲率や、プラスチック数（ x3 = x + 1 の唯一の実数解）を表すことがある。

## 符号位置
| 大文字 | Unicode | JIS X 0213 | 文字参照             | 小文字 | Unicode | JIS X 0213 | 文字参照             | 備考 |
| ------ | ------- | ---------- | -------------------- | ------ | ------- | ---------- | -------------------- | ---- |
| Ρ      | U+03A1  | 1-6-17     | &Rho; &#x3A1; &#929; | ρ      | U+03C1  | 1-6-49     | &rho; &#x3C1; &#961; |      |